# Li Shizhen
Li Shizhen (李时珍T, 李时珍S, Lǐ ShízhēnP, Li Shih-ChenW), nome cinese di cortesia Dōngbì (東璧T, 东璧S), chiamato anche Bīnhúshānrén (瀕湖山人T, lett. "Persona della Montagna del Lago") nei suoi ultimi anni, (Qizhou, 3 luglio 1518 – Qizhou, 1593) è stato uno scienziato, farmacologo e botanico cinese.
Il suo contributo fondamentale alla medicina è rappresentato da un lavoro di classificazione di erbe officinali, durato quarant'anni, contenuto nella sua opera più famosa: il Běncǎo Gāngmù (本草綱目T, 本草纲目S, lett. "Compendio di Materia Medica"). Il libro ha informazioni su oltre 1.800 farmaci (medicina tradizionale cinese), contenendo 1.100 illustrazioni e 11.000 ricette.
Considerato il più grande naturalista della Cina, ha descritto il tipo, la forma, il sapore, la natura e l'applicazione di 1.094 erbe officinali. La sua Materia Medica è stata tradotta in molte lingue diverse, e rimane il riferimento principale per la medicina a base di erbe. Il suo trattato contiene vari temi connessi, come la botanica, la zoologia, mineralogia e della metallurgia. Il libro è stato ristampato più volte e cinque copie dell'originale esistono ancora.

## Biografia
Li Shizhen visse durante la dinastia Ming ed è stato influenzato dai pensieri del neoconfucianesimo del tempo. È nato a Waxiaopa, un piccolo villaggio a nord di Qizhou sul Fiume Giallo in quello che era Huguang settentrionale ed è oggi la provincia di Hubei, dove è morto.

### Origini e infanzia
Il nonno di Li Shizhen, che è morto quando Shizhen era ancora piccolo, era stato un medico ambulante; portava con sé varie pillole mediche e aghi per agopuntura mentre viaggiava da un posto all'altro, vendendo i suoi servizi di esperto in diagnosi e guaritore.  Tali medici, detti zoufang (medici erranti), perché offrivano i loro servizi visitando vari posti, particolarmente i bazar in cui si riuniva molta gente, erano anche denominati lingyi, medici del campanello, perché annunciavano la loro presenza suonando il campanello.  Il nonno di Li Shizhen doveva spesso attraversare fiumi e laghi della regione di Qizhou per visitare città lontane dalla sua case per lavorare.
Anche se questi medici itineranti erano spesso ben visti dal popolo, i medici studiosi li ritenevano semplici ciarlatani o addirittura truffatori.  Il padre di Li Shizhen, Li Yenwen, aveva deciso di fare una vita migliore diventando un medico tradizionale, guaritore e studioso. Aveva raggiunto il rango di ufficiale subalterno medico della Accademia medica imperiale, essendo ampiamente rispettato dai suoi colleghi. Li Yenwen è famoso in Cina anche oggi per aver scritto la prima monografia sul ginseng, ma oltre a questo ha anche scritto libri sulle quattro tecniche diagnostiche, sul vaiolo, sulla diagnosi del polso (un metodo nel quale era pioniere), e sulle artemisie di Hubei. Nonostante ciò, i medici stessi non erano molto rispettati nella società cinese, e Li Yenwen spesso incoraggiava il suo figlio Li Shizhen a cercare una posizione burocratica nel governo. Di sua sorella e suo fratello non si sa nulla.
Nel 1531 il quattordicenne Li Shizhen superò gli esami imperiali a livello distrettuale, quindi partecipò a tre esami a livello provinciale, ma senza successo.  Di conseguenza ereditò la professione del padre, studiando la medicina e curando i poveri, anche se il padre inizialmente era contrario. In una lettera, egli scrisse al padre "Il mio corpo è come una barca in controcorrente e la mia determinazione non può essere cambiata affatto. Aspetto con ansia la tua risposta e non ho paura. " In pochi anni, divenne un medico molto famoso.

### Prosieguo della carriera medica

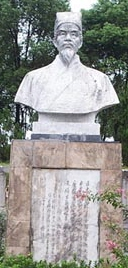
Un busto di Li Shizhen in un giardino di erbe di Qizhou.

Aspirando a diventare un medico migliore, Li Shizhen visitava spesso pescatori, cacciatori, taglialegna, contadini e coltivatori di erbe medicinali, raccogliendo molte ricette popolari. Con meticolose osservazioni e ripetuti esperimenti, si impadronì di profonde conoscenze sulla natura delle varie sostanze medicinali.
Nel 1551 Li Shizhen era già un medico famoso. Una volta il figlio del re di Chu, Zhu Xian, ammalatosi improvvisamente, guarì subito dopo essere stato curato da Li Shizhen. Il re di Chu ne fu così felice che presentò Li Shizhen all'ospedale imperiale. Pochi anni dopo, ha ottenuto una posizione di governo, come assistente presidente presso l'Istituto imperiale di medicina di Pechino. Tuttavia, nonostante l'importante posizione sociale acquisita, lasciò la posizione di assistente presidente un anno dopo averla ottenuta per tornare a essere un medico tradizionale.
Li Shizhen si era appassionato degli studi medici e si chiuse nella casa dei suoi genitori per parecchi anni, leggendo con attenzione tutti i classici medici di quel tempo; inoltre studiava aree di storia e filosofia relative alla medicina e scriveva poesie. Nel campo della farmacologia, si è particolarmente interessato alla creazione di ricette che fossero tutte caratterizzate da un'erba dominante in proporzioni o misure diverse che contribuisse all'efficacia terapeutica.  Un tal metodo di prescrizione richiede la conoscenza approfondita di diverse erbe che potrebbero servire da misure nelle formule, conducente al suo studio della Materia Medica.
I suoi brevi soggiorni nelle due corti reali gli hanno fornito un notevole vantaggio per il suo lavoro successivo, in quanto gli hanno fornito un'occasione di leggere rari libri di medicina, presenti nelle biblioteche mediche imperiali, estendendo così la sua conoscenza della storia della medicina, delle teorie e delle pratiche. Scoprì presto che gli erbari del passato non erano del tutto affidabili. In alcune parti la classificazione non era chiara e l'efficacia farmacologica registrata non era esatta, con contenuti superstiziosi e errati, anzi addirittura assurdo. Li Shizhen si rese conto che era suo dovere compilare un nuovo dizionario farmacologico e nel 1522, a 35 anni, cominciò allora a immergersi nella compilazione del suo Compendio di materia medica.
Il Bencao Gangmu è stato completato nel 1578, quando Li Shizhen aveva 60 anni, e fu corretto e rivisto due volte dall'autore, nel 1580 e nel 1587. Il testo finale illustrato è stato completato con l'aiuto dei suoi figli e nipoti, i quali sono stati citati come collaboratori nel libro stesso. Dopo aver affidato la stampa del libro a Hu Chenglong, muore senza vedere il libro ufficialmente pubblicato.

## Opere
Avido lettore e di interessi eclettici, Li Shizhen ha inserito nella sua opera Bencao Gangmu, oltre a fatti strettamente legati alla medicina, "prescrizioni per l'osso del drago, storie di demoni e cani di fuoco, istruzioni per l'utilizzo degli specchi magici, consigli per eliminare le locuste e addirittura ricette per i piatti di pesce."
Oltre al Bencao Gangmu, Li ha scritto undici libri, tra cui Bīnhú Màixué (濒湖脉学S, lett. "Uno studio del polso"), Qíjīng Bāmài Kǎo (奇经八脉考S, lett. "Un esame di otto meridiani in più"), "Poesie di Suo Guan", "Casi clinici", "La chiave del passaggio delle energie interne", "Discussione di cinque organi", "Difficoltà di Sanjiaoke", "La ricerca di Mingmen," e trattati sulla poesia.

### L'opera principale: il Bencao Gangmu

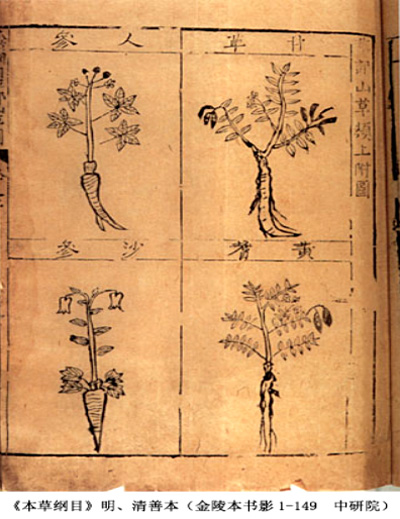
Pagina tratta dal Bencao Gangmu.

Li Shizhen fece stampare l'opera completa a Nanchino, accontentandosi in un primo momento delle modeste risorse di Hu Chenglong. In seguito, affinché fosse pubblicato ufficialmente, si rivolse al governo imperiale dell'imperatore Wanli, che regnò dal 1573 al 1620, il quale ricevette il libro da Li Qianyuan, dopo la morte del padre. Alla fine del libro, l'imperatore ha aggiunto la notazione: "Preso in considerazione: per essere tenuto presso il Ministero dei Riti".
Il libro è stato ignorato per molti anni per essere finalmente apprezzato con un riconoscimento formale da parte del imperatore successivo. La mancanza di interesse verso il libro non è stato a causa di eventuali difetti dell'opera stessa, ma del disordine generale nel palazzo imperiale. La dinastia Ming aveva già un passato poco brillante per la pubblicazione di testi medici imperiali: vi era una sola Materia Medica ordinata durante la dinastia Ming (all'inizio del XVI secolo, poco prima della nascita Li Shizhen), e pure quella era rimasta inedita. La prima edizione ufficiale del Bencao Gangmu è stata infine pubblicata nel 1596, tre anni dopo la morte di Li Shizhen. La stampa di Hu Chenglong del libro a Nanchino è stata fatta con noncuranza, raggiungendo solo una distribuzione limitata. Delle sette copie della prima edizione che ci erano pervenute, una è stato distrutta a Berlino durante la Seconda guerra mondiale. La seconda edizione del 1603 è stata pubblicata nel Jiangxi, dopo che l'ordine dei libri dell'opera è stato modificato. Edizioni successive erano in forma migliore, anche se la maggior parte ha seguito la sistemazione della edizione del 1603.
Una piccola parte dell'opera è basata su un altro libro che era stato scritto nel quindicesimo secolo, Jingshi Zhenglei Beiji Bencao ( "Materia Medica classificata per le emergenze") che, a differenza di molti altri libri, aveva formule e ricette per la maggior parte delle voci. Nella scrittura del Bencao Gangmu, Li viaggiò molto, acquisendo un'esperienza di prima mano con molte erbe e rimedi locali e consultando oltre 800 libri che contenevano quasi tutta la medicina scritta cinese.
Il Bencao Gangmu comprende in totale "un milione e 900 000 caratteri, è suddiviso in 16 parti, 60 categorie e 50 volumi, e raccoglie 1892 medicinali e oltre 11 000 ricette." Contiene più di mille disegni che raffigurano le complesse configurazioni delle varie sostanze medicinali, in modo da facilitarne la distinzione. I successi ottenuti dal Compendio sono incarnati in vari campi. In primo luogo, riclassifica i medicinali registrati, per esempio le categorie delle sostanze vegetali ed animali, mentre solo nel 1741 gli europei avanzarono un metodo di classificazione analogo, con un ritardo di circa 200 anni. Il Compendio di materia medica revisiona e chiarisce molti contenuti errati e confusi dei predecessori, introducendo medicinali o funzioni medicinali appena scoperti. Li Shizhen criticò anche i modi di dire superstiziosi e assurdi contenuti nei testi di medicina del passato. Nell'epoca di Li Shizhen era molto diffuso il Taoismo e propagandata l'alchimia, mentre il settore medico era impregnato di idee superstiziose. Li Shizhen confutò queste errate affermazioni pseudo-scientifiche con il suo punto di vista di materialistico.

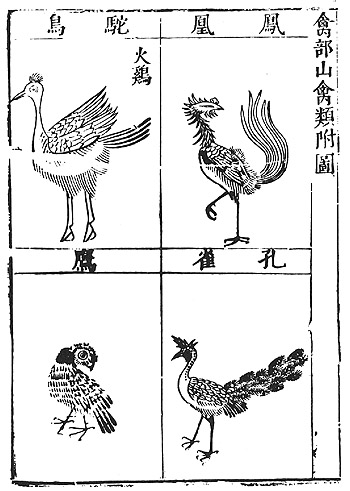
Pagina tratta dal Bencao Gangmu della ristampa del 1603.

Il compendio di Materia Medica è inoltre molto più di un testo farmaceutico, dato che contiene le informazioni che riguardano aree della biologia, chimica, geografia, mineralogia, geologia, storia e perfino l'astronomia, che a prima vista sembrerebbero avere poco da fare con la farmacologia. È stato tradotto in più di 20 lingue e diffuso per il mondo. Le ristampe si stanno facendo ancora ed è usato come libro di consultazione anche oggi.
Il Bencao Gangmu era un'impresa letteraria voluminosa. L'intera opera di Li comprendeva quasi 900 libri. A causa delle dimensioni, non era facile da usare, benché fosse organizzato molto più chiaramente degli altri, che avevano classificato le erbe soltanto secondo resistenza. Ha diviso i farmaci in farmaci animali, minerali ed erbali, ed ha diviso quelle categorie a seconda della loro fonte. Dott. S. Y. Tan dice: "le sue piante sono state classificate secondo l'habitat, per esempio acquatico o roccioso, o dalle caratteristiche speciali, per esempio tutte le piante di odore gradevole sono state raggruppate insieme."
Li Shizhen aveva una padronanza superba delle tecniche di registrazione. A ogni voce Li ha aggiunto:
- "Le informazioni riguardo ad una classificazione precedentemente falsa;
- Le informazioni sui nomi secondari, compreso le fonti dei nomi;
- Spiegazioni, commenti e citazioni raccolti nell'ordine cronologico, compreso l'origine del materiale, apparenza, periodo dell'accumulazione, parti medicinale utili, somiglianze con altri materiali medicinali;
- Le informazioni riguardo alla preparazione del materiale;
- Spiegazione dei punti dubbiosi;
- Correzione degli errori;
- Gusto e natura;
- Enumerazione delle indicazioni principali;
- Spiegazione degli effetti; ed
- Enumerazione delle prescrizioni in cui il materiale è usato, compreso la forma ed il dosaggio delle prescrizioni. „[4]

## Cultura di massa

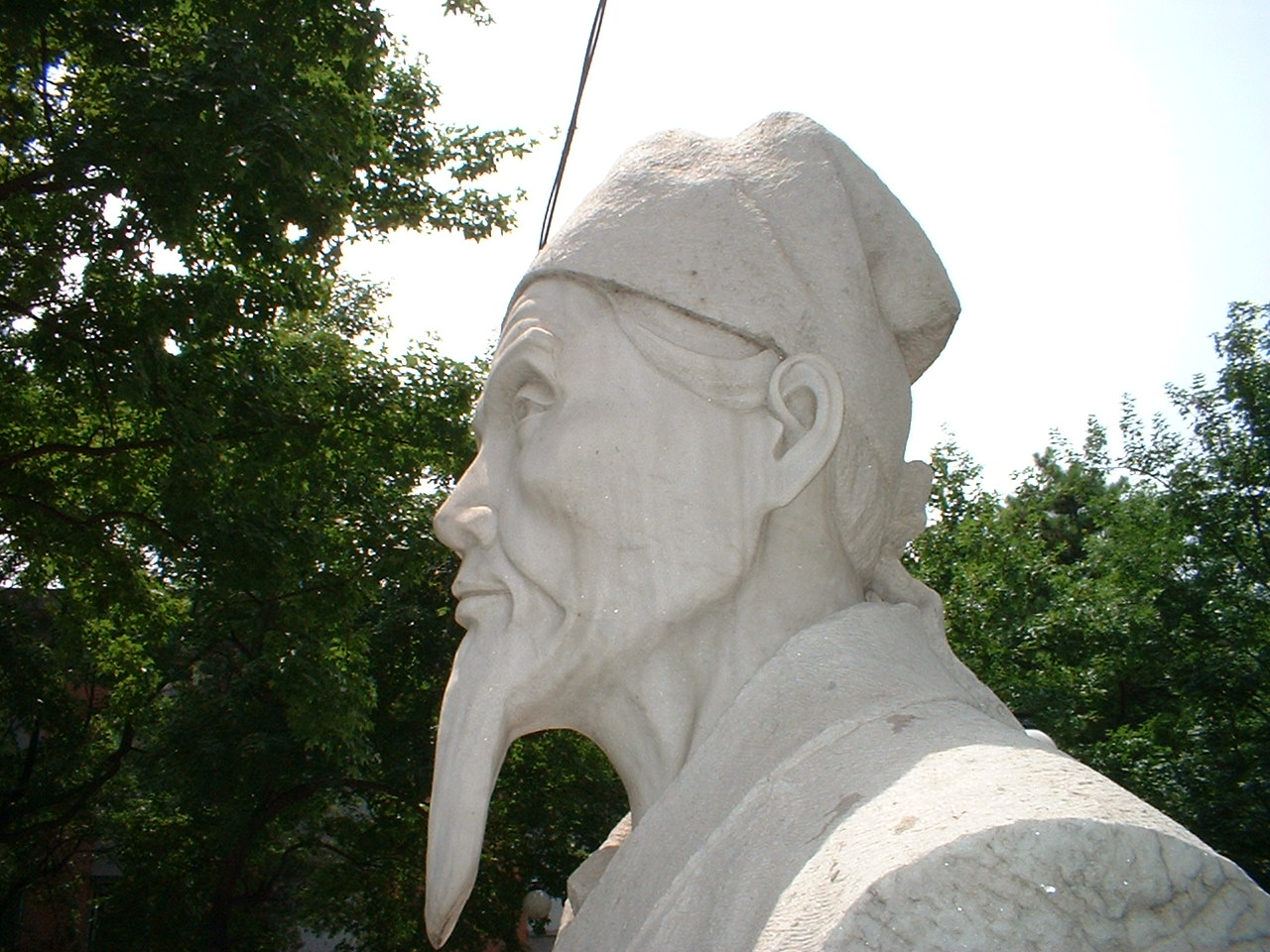
Statua di Li Shizhen vicino al Centro di scienza di salute dell'Università di Pechino.

Li Shizhen è uno dei medici più famosi della storia della medicina della Cina, e il suo contributo alla medicina continua ad essere riconosciuto. Poche sono le facoltà di medicina che non hanno il suo volto sui muri, e oltre ad essere ampiamente lodato da storici ed esperti di medicina tradizionale cinese, è ampiamente rappresentato in media più popolari e accademiche. Il suo nome appare nei discorsi di Mao Zedong, e l'attore Jet Li di recente lo ha nominato uno dei suoi eroi personali. È stato al centro di fumetti, canzoni popolari, fiction TV e film, tra i quali "Li Shizhen" di Shen Fu (Cina, 1956, b/n), "una grande epopea biografica, diretto da Shen Fu (già sceneggiatore di Crows and sparrows) e interpretato dalla grande stella dell'epoca Zhao Dan."
Dal suo Compendio, dove vengono descritte caratteristiche e proprietà delle varie feci di animale (compresa quelle degli esseri umani, adulti e infanti), potrebbe essere nato il ttongsul o vino di feci, bevanda medicinale alcolica a base di escrementi, diffusasi nella penisola coreana.